# Brieven van Kew

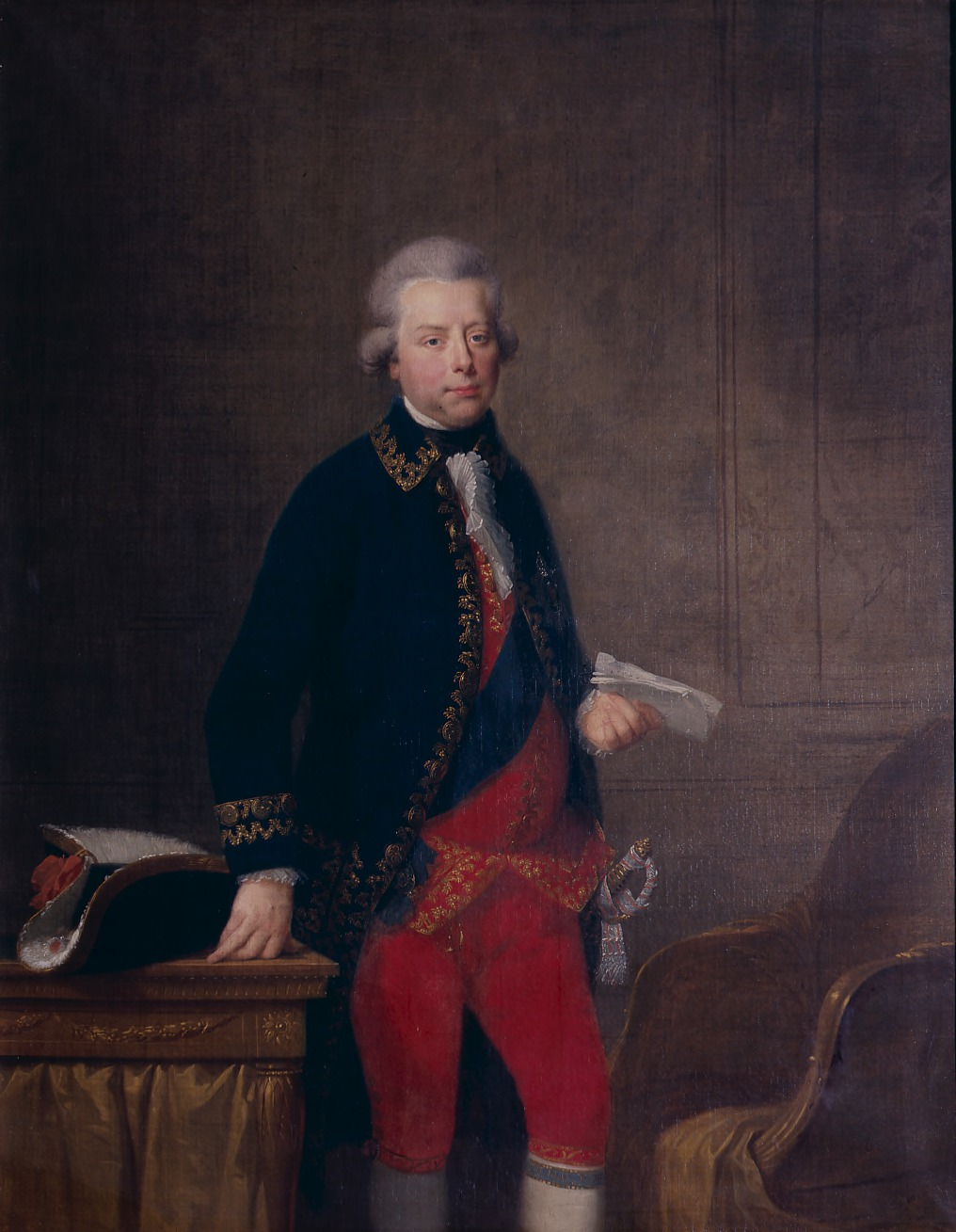
Stadhouder Willem V omstreeks 1790

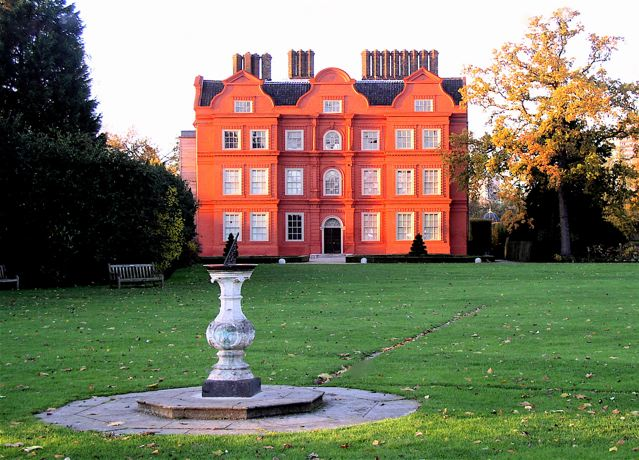
Kew Palace, waar Willem V verbleef toen hij de brieven schreef. Het gebouw werd ook wel Dutch House genoemd vanwege de gevels in Nederlandse stijl

De Brieven van Kew waren een reeks brieven van stadhouder Willem V van Oranje-Nassau in 1795, kort nadat hij naar Engeland vluchtte toen Nederland werd bezet door Franse revolutionaire troepen. In deze brieven riep Willem V op tot opstand tegen de Fransen, en gaf bevel aan de koloniale gouverneurs om de Nederlandse overzeese gebieden aan de Britten over te dragen zodat ze niet in Franse handen zouden vallen.

## Achtergrond
In december 1794, tijdens de Eerste Coalitieoorlog, vielen Franse revolutionaire troepen onder bevel van generaal Pichegru de Republiek der Zeven Verenigde Nederlanden binnen. Ze staken de bevroren rivieren over en trokken Nederland binnen. In januari 1795 riepen de Patriotten de Bataafse Republiek uit.
Op 18 januari 1795 koos stadhouder Willem V eieren voor zijn geld en vluchtte vanuit Scheveningen naar Engeland.

## De brieven
Vanuit zijn tijdelijke ballingsoord Kew Palace, een paleis nabij Londen waar hij na zijn vlucht enkele weken verbleef, schreef Willem V in de periode 30 januari tot 8 februari 1795 een reeks brieven, mogelijk op advies van de Britse premier William Pitt. Willem V schreef deze brieven in zijn hoedanigheid als kapitein-generaal (hoogste militaire leider) van de Nederlandse republiek. De brieven waren gericht aan de burgerlijke en militaire autoriteiten van de provincies Zeeland en Friesland (die zich op dat moment nog niet overgegeven hadden), aan de officieren die het bevel hadden over Nederlandse marineschepen in Britse havens, en aan de Nederlandse koloniale gouverneurs. In de brieven riep Willem V de geadresseerden op om, in samenwerking met de Britten, tegenstand te blijven bieden tegen de Fransen.
Ook gaf Willem V de koloniale bestuurders bevel om de Nederlandse koloniën tijdelijk aan de Britten over te dragen, om te voorkomen dat de overzeese gebieden ook in Franse handen zouden vallen. Hij droeg de gouverneurs op om geen tegenstand te bieden aan Britse troepen die de gebieden kwamen bezetten.
Naast deze brieven schreef hij ook aan de Britse koning George III met het verzoek de Nederlands koloniën tijdelijk te bezetten.

## Effect
De gouverneurs van Malakka, Ambon en West-Sumatra gaven hun gebieden inderdaad zonder slag of stoot over aan de Britten. Kochi gaf zich over na een kort bombardement en de rest van de Nederlandse enclaves in Zuid-India werd met gemak door de Britten ingenomen. Ook Ceylon, Guyana en de Kaapkolonie werden bezet door de Britten.
In de resterende Nederlandse kolonies negeerden de gouverneurs het bevel van Willem V. In veel kolonies, waar een strijd tussen een Oranjegezinde en patriottische factie gaande was, leidden de brieven tot veel verwarring. In Nederland zelf leidden de brieven tot grote woede. De privébezittingen van Willem werden in beslag genomen door de Fransen en zijn collectie dieren, waaronder de twee olifanten Hans en Parkie en enkele giraffes, werd afgevoerd naar Frankrijk.
In 1814, na het einde van de Franse tijd in Nederland, tekenden Groot-Brittannië en Nederland het Verdrag van Londen. Hierbij werden de bezette Nederlandse koloniën weer teruggegeven door de Britten. Wel verloor Nederland de Kaapkolonie, Guyana en Ceylon aan Groot-Brittannië. Kochi werd geruild voor het Indonesische eiland Banka. In de jaren na 1814 herstelde Nederland zijn gezag in de Oost-Indische kolonies en de andere overgebleven overzeese gebieden.
Met de brieven van Kew wist Willem V het Nederlands koloniale rijk, ondanks de Franse bezetting en machtsgreep door de Patriotten, grotendeels in stand te houden. Had hij de gouverneurs niet opgedragen om de overzeese gebieden aan de Britten over te dragen, dan hadden de Britten hoogstwaarschijnlijk de gebieden met macht bezet, en waren ze waarschijnlijk na het einde van de Franse tijd minder bereid geweest om de gebieden weer terug te geven.